# Emésztő harag
Az Emésztő harag (eredeti cím: Autoreidzsi) 2010-ben bemutatott japán film, amely a jakuzák életéről szól. A filmet Kitano Takesi írta és rendezte, és ő játssza a film egyik főszerepét is. A film második részének a címe: Túl a haragon (2012).

## Cselekmény
A klánok közti békét megzavarja egy rosszul elsült pénzszerzési akció, aminek a következtében a jakuza családok egymás ellenségeivé válnak. A családok terjeszkedési törekvései sem úgy zajlanak, ahogy azt eredetileg tervezték, ezért a feszültség egyre csak nő. Az elnök pedig kihasználja ezt a zűrzavaros időszakot, és átformálja a térképet a saját szájíze szerint.

## Szereplők
- Kitano Takesi
- Kasze Rjó
- Kohinata Fumijo
- Isibasi Rendzsi
- Szakata Tadasi
- Nakano Hideo
- Ohara Kendzsi
- Siina Kippei
- Kitamura Szóicsiró
- Miura Tomokazu